# Bogdan Fiłow
Bogdan Dimitrow Fiłow (bułg. Богдан Димитров Филов; ur. 9 kwietnia 1883 w Starej Zagorze, zm. 1 lutego 1945 w Sofii) – bułgarski archeolog, historyk i polityk, dyrektor Narodowego Muzeum Archeologicznego w Sofii (1911–1920), pierwszy dyrektor Bułgarskiego Instytutu Archeologicznego (1921–1944), rektor Uniwersytetu Sofijskiego „Św. Klemensa z Ochrydy” (1931–1932), przewodniczący Bułgarskiej Akademii Nauk (1937–1944), członek niemieckiej loży masońskiej (od 1923), minister oświaty narodowej (1938–1942) oraz spraw zagranicznych i wyznań wiary (1942–1943), premier Carstwa Bułgarii (1940–1943), po śmierci Borysa III członek Rady Regencyjnej (1943–1944). Współodpowiedzialny za przyłączenie Bułgarii do koalicji hitlerowskiej, za co w 1945 został stracony przez komunistów.

## Życiorys

### Wykształcenie i praca naukowa
Urodził się w rodzinie podpułkownika Dimityra Fiłowa i Elisawety Sachatczijewej. W 1887 jego ojciec zginął w powstaniu przeciwko reżimowi Stambołowa. Mimo trudnej sytuacji matka zdołała zapewnić mu solidne wykształcenie. W 1890 ukończył z wyróżnieniem Pierwsze Gimnazjum Męskie w Sofii, następnie rozpoczął studia w Fakultecie Historyczno-Filologicznym stołecznego uniwersytetu. Po roku otrzymał stypendium naukowe od Ministerstwa Oświaty Narodowej, dzięki któremu mógł wyjechać do Niemiec i podjąć studia filologii klasycznej w Würzburgu (1901–1902), a następnie w Lipsku (1902–1903). W latach 1904–1906 pracował nad doktoratem we Fryburgu. Jego dysertacja zatytułowana „Legiony w prowincji Mezja od Augusta do Dioklecjana” została w 1906 wydrukowana w prestiżowym czasopiśmie naukowym „Klio”.
Wiosną 1906 powrócił do Bułgarii, po czym przez kilka miesięcy pracował jako nauczyciel gimnazjalny. Jesienią tego samego roku został, na własną prośbę, oddelegowany do pracy w stołecznym Narodowym Muzeum Archeologicznym. Tam popadł w konflikt na płaszczyźnie naukowej z dyrektorem placówki, Wacławem Dobruckim. Spór zakończył się odejściem Dobruckiego. 20 lutego 1910 Fiłow przejął jego obowiązki, zaś 1 czerwca 1911 został oficjalnie mianowany nowym dyrektorem muzeum. Stanowisko to piastował przez niemal dziesięć lat, do lipca 1920.
W 1910 napisał jedną ze swoich najlepszych prac, studium zatytułowane „Archeologiczne paralele” (bułg. Археологически паралели), które do dziś jest wykorzystywane przez studentów i wykładowców jako podręcznik wiedzy o sztuce antycznej. W 1913 wydał monografię „Sofijska Cerkiew Święta Sofia” (bułg. Софийскатна църква „Света София”), której egzemplarz podarował carowi Ferdynandowi I.
W okresie wojen bałkańskich i I wojny światowej (1912–1918) stał na czele kilku ekspedycji archeologicznych we wschodniej Tracji. Wyprawy zakończyły się zebraniem cennych eksponatów z okresu średniowiecza, które zasiliły zbiory Muzeum Narodowego. W okresie prowadzenia wykopalisk Fiłow prowadził dzienniki, które zostały opublikowane w 1993.
W 1919 zaangażował się w utworzenie Fakultetu Historyczno-Filologicznego przy Uniwersytecie Sofijskim, zaś 1 lipca 1920 został jego kierownikiem. W tym samym roku otrzymał tytuł profesora archeologii. Przedmiot ten wykładał na uniwersytecie do 1941. Od 11 lipca 1921 pełnił także funkcję dyrektora pierwszego w kraju Bułgarskiego Instytutu Archeologicznego, w którym najpełniej rozwinął swoją działalność naukową. Międzynarodowe uznanie przyniosły mu publikacje poświęcone wynikom badań trackiej nekropolii koło Jeziora Ochrydzkiego (1927), Kroniki Konstantyna Manassesa zachowanego w Bibliotece Watykańskiej (1927) oraz Ewangeliarza Cara Iwana Aleksandra z XIV wieku, przechowywanego w British Museum (1934).
W 1923 został członkiem niemieckiej loży masońskiej, zaś w 1924, 1927, 1930, 1934 i 1937 wziął aktywny udział w kongresach bizantynistycznych. Zjazd w 1934 odbywał się, dzięki jego inicjatywie, w stolicy Bułgarii, w nowym budynku Uniwersytetu Sofijskiego. W latach 20. i 30. podróżował po Europie Zachodniej oraz krajach Bliskiego Wschodu, specjalizując się i prowadząc badania naukowe.
W 1929 uzyskał tytuł członka rzeczywistego Bułgarskiej Akademii Nauk, zaś od 27 czerwca 1937 był jej przewodniczącym. Od 1931 do 1932 pełnił także funkcję rektora Uniwersytetu Sofijskiego. W 1935 przygotował ambitny projekt stworzenia Instytutu Narodowej Kultury, Nauki i Sztuki, który jednak nie został zrealizowany z powodów finansowych.

### Kariera polityczna
Karierę polityczną zapoczątkował 14 listopada 1938 obejmując urząd ministra oświaty narodowej w trzecim rządzie Kjoseiwanowa. W ciągu ponad trzech lat działalności na tym stanowisku utworzył kilkaset szkół podstawowych i gimnazjalnych w południowej Dobrudży i na tzw. Kresach Zachodnich włączonych do Carstwa Bułgarii w 1941, ponadto otworzył Wyższą Uczelnię Techniczną w Sofii (1941), oraz Uniwersytet „Św. Klemensa z Ochrydy” w Skopje (1942). W 1939 rozpoczął budowę nowego gmachu Biblioteki Narodowej. Dbał o patriotyczne wychowanie uczniów, w 1940 założył młodzieżową organizację „Brannik” (bułg. Бранник).
Od 15 lutego 1940 pełnił obowiązki premiera Carstwa Bułgarii. Władzę sprawował, podobnie jak i jego poprzednicy od czasu zamachu stanu w 1934, w sposób zbliżony do reżimu autorytarnego. Na początku 1941 usiłował, choć bezskutecznie, ograniczyć autonomię Uniwersytetu Sofijskiego, wchodząc przy tym w konflikt z jego rektorem, Stefanem Cankowem. Z większym sukcesem zdołał sobie podporządkować Bułgarską Akademię Nauk, której zresztą wciąż był przewodniczącym. W marcu 1941 przeforsował ustawę, w myśl której minister oświaty narodowej wybierał sekretarza akademii.
W końcu 1940 Rada Ministrów, na czele której stał Fiłow, przyjęła kontrowersyjną Ustawę o Ochronie Narodu (bułg. Закон за защита на нацията), która nosiła wyraźnie antysemicki charakter, a także umożliwiła siłom rządowe podjęcie bezwzględnej walki z opozycją, zwłaszcza komunistyczną, i antycarską partyzantką.
W 1941 rząd Fiłowa obrał kurs ku współpracy z nazistowskimi Niemcami. Jego uwieńczeniem było podpisanie przez premiera 1 marca w Wiedniu protokołu o przystąpieniu Carstwa Bułgarii do koalicji hitlerowskiej. Na mocy tego porozumienia 19 kwietnia 1941 bułgarskie wojska wkroczyły do Macedonii i Tracji, osiągając w ten sposób jeden z kluczowych celów wieloletniej polityki zagranicznej Bułgarii. Realizując postanowienia koalicji 13 grudnia 1941 rząd wypowiedział wojnę Wielkiej Brytanii i Stanom Zjednoczonym. W odpowiedzi alianci przeprowadzili m.in. dwa zmasowane bombardowania Sofii (10 stycznia i 30 marca 1944).
Efektem pronazistowskiej polityki Fiłowa była deportacja 11 400 Żydów z Macedonii i zachodniej Tracji do obozów koncentracyjnych na terenie okupowanej Polski. Kiedy 17 marca 1943 grupa 43 deputowanych wyraziła protest w obronie deportowanych, premier zażądał od parlamentu wotum zaufania dla swojej polityki, a następnie wymusił dymisję lidera protestujących posłów, Dimityra Peszewa, ze stanowiska wiceprzewodniczącego Zgromadzenia Narodowego.
W celu przezwyciężenia narastających problemów żywnościowych w kraju, 16 maja 1943 Fiłow powołał Najwyższy Komisariat Gospodarki Wojennej (bułg. Върховното комисарство на военновременното стопанство). Mimo to w miarę trwania wojny problemy z zaopatrzeniem nasilały się.
Po niespodziewanej śmierci cara Borysa III 28 sierpnia 1943 został tymczasowym regentem Carstwa Bułgarii, zaś 9 września oficjalnie wstąpił w obowiązki członka Rady Regentów, które pełnił do 8 września 1944. W trzyosobowej radzie odgrywał dominującą rolę.
Polityka Fiłowa do samego końca była oparta na sojuszu z nazistowskimi Niemcami, nawet wówczas, gdy klęska Hitlera stała się kwestią czasu. Po przewrocie 9 września 1944 i przejęciu władzy w kraju przez prosowiecki Front Ojczyźniany, został aresztowany, następnie wywieziony na 3 miesiące do ZSRR w celu przesłuchania. Powołany przez bułgarskich komunistów Sąd Ludowy w styczniu 1945 wydał na niego wyrok śmierci, ponadto skazał go na konfiskatę majątku i 5 mln lewów grzywny. W nocy z 1 na 2 lutego Fiłow został rozstrzelany. W 1996 Sąd Najwyższy unieważnił wyrok Sądu Ludowego z 1945, dopatrując się poważnych naruszeń w przebiegu procesu.
W okresie Ludowej Republiki Bułgarii większa część dorobku naukowego Fiłowa była celowo zapomniana. Dopiero na początku lat 90. wiele jego publikacji wydano powtórnie.

### Życie prywatne
W 1932 Bogdan Fiłow poślubił Ewdokiję Wasilewą Petewą (1900–1980), córkę generała i etnografkę.

## Funkcje sprawowane przez Fiłowa w Radzie Ministrów
Bogdan Fiłow zajmował następujące stanowiska w rządach Carstwa Bułgarii (w porządku chronologicznym):
- w trzecim rządzie Georgiego Kjoseiwanowa
  - minister oświaty narodowej (14 listopada 1938 – 23 października 1939)
- w czwartym rządzie Georgiego Kjoseiwanowa
  - minister oświaty narodowej (23 października 1939 – 15 lutego 1940)
- w swoim pierwszym rządzie
  - premier (15 lutego 1940 – 11 kwietnia 1942)
  - minister oświaty narodowej (15 lutego 1940 – 11 kwietnia 1942)
  - tymczasowo na czele Ministerstwa Rolnictwa i Własności Państwa (4 lutego 1941 – 15 lutego 1941)
- w swoim drugim rządzie
  - premier (11 kwietnia 1942 – 14 września 1943)
  - minister spraw zagranicznych i wyznań wiary (11 kwietnia 1942 – 14 września 1943)

## Wykaz ważniejszych książek i publikacji naukowych Fiłowa
Fiłow jest autorem kilkudziesięciu książek i publikacji naukowych, takich jak:
- Die Legionen der Provinz Moesia von Augustus bis auf Diocletian (w tłum. Legiony w prowincji Mezja od Augusta do Dioklecjana), Lipsk 1906
- Erosstatue aus Nicopolis ad Istrum (w tłum. Statua Erosa z Nicopolis ad Istrum), Berlin 1910
- Антични паметници в Народния музей (w tłum. Antyczne zabytki w Muzeum Narodowym), 1912
- Археологически паралели. Студии върху историята на античното изкуство в България (w tłum. Archeologiczne paralele. Studia nad historią sztuki antycznej w Bułgarii), 1912
- Софийската църква „Св. София” (w tłum. Sofijska Cerkiew „Św. Sofia”), Sofia 1913
- Римското съкровище от Николаево (w tłum. Rzymski skarbiec w Nikołajewie), Sofia 1914
- Early Bulgarian Art (w tłum. Sztuka wczesnobułgarska), Berno 1919
- L’ancien art bulgare (w tłum. Sztuka starożytnej Bułgarii), Paryż 1922
- Старобългарското изкуство (w tłum. Sztuka starobułgarska), Sofia 1924, 1993
- L’art antique en Bulgarie (w tłum. Sztuka antyczna Bułgarii), Sofia 1925
- Les miniatures de la Chronique de Manassès à la Bibliothèque du Vatican (Cod. vat. slav. II) (w tłum. Miniatury w Kronice Konstantyna Manassesa w Bibliotece Watykańskiej), Sofia 1927
- Die archaische Necropole von Trebenischte im Ohrid (w tłum. Starożytna nekropolia z Trebeniszte koło Jeziora Ochrydzkiego), Berlin i Lipsk, 1927
- Старобългарска църковна архитектура (w tłum. Starobułgarska architektura cerkiewna), 1930
- Grabhügelfunde aus Duvanlii in Südbulgarien (w tłum. Skarby z kurhanów w Duwanlii i południowej Bułgarii), Berlin 1930
- Римското владичество в България (w tłum. Panowanie rzymskie w Bułgarii), 1931
- Първите десетилетия на съвременното българско изкуство (w tłum. Pierwsze dziesięciolecia współczesnej sztuki bułgarskiej), Sofia 1932
- Geschichte der altbulgarischen Kunst bis zur Eroberung des bulgarischen Reiches durch die Türken (w tłum. Historia starobułgarskiej sztuki do podboju Królestwa Bułgarii przez Turków), Berlin i Lipsk 1932
- Надгробните могили при Дуванлий в Пловдивско. При сътрудничеството на Иван Велков и Васил Миков (w tłum. Kopce nagrobne w Duwanlii w Obwodzie Płowdiwskim. Przy współpracy z Iwanem Wełkowem i Wasylem Mikowem), Sofia 1932
- Кръглата Преславска църква и нейните предшественици (w tłum. Okrągła cerkiew presławska i jej poprzedniczki), Sofia 1933
- Софийската църква „Св. Георги” (w tłum. Sofijska Cerkiew „Św. Georgi”), Sofia 1933
- Миниатюрите на Лондонското евангелие на цар Иван Александра (w tłum. Miniatury londyńskiego ewangeliarza cara Iwana Aleksandra), Sofia 1934
- Надгробните могили при Дуванлий в Пловдивско (w tłum. Kopce nagrobne w Duwanlii w Obwodzie Płowdiwskim), 1934
- Куполните гробници при Мезек (w tłum. Kopułowate groby koło Mezeku), 1937
- Bulgariens Weg. Die Außenpolitik der bulgarischen Regierung. Bulgariens Beitrag zur Errichtung der neuen Ordnung (w tłum. Bułgarska droga. Polityka zagraniczna rządu bułgarskiego. Bułgarski wkład do budowy nowego ładu), Sofia 1942
- Идеите и делата на днешния безпартиен режим (w tłum. Idee i dzieła obecnego reżimu bezpartyjnego), Sofia 1942
- Дневник (w tłum. Dziennik), Sofia 1986, 1990
- Пътувания из Тракия, Родопите и Македония – 1912–1916 (w tłum. Podróże po Tracji, Rodopach i Macedonii – 1912–1916), Sofia 1993
- Софийската църква „Св. Георги” / Софийската църква „Св. София” (w tłum. Sofijska Cerkiew „Św. Georgi / Sofijska Cerkiew „Św. Sofia”), Sofia 2005